# Хансен, Хенрик
Кристиан Хенрик Хансен (дат. Christian Henrik Hansen; 26 мая 1920, Мелби, Фредериксверк, Ховедстаден, Дания — 23 августа 2010, Нью-Лондон, Коннектикут, США) — датский борец греко-римского стиля, бронзовый призёр Олимпийских игр  

## Биография
На Летних Олимпийских играх 1948 года в Лондоне боролся в полусреднем весе (до 73 килограммов) По регламенту турнира борец получал в схватках штрафные баллы. Набравший 5 штрафных баллов спортсмен выбывал из турнира. В полусреднем весе борьбу вели 16 борцов.
Несмотря на поражение во втором круге от будущего чемпиона Йёсты Андерссона, после четвёртого круга остался в числе трёх претендентов на медали, но на золотую медаль уже не мог рассчитывать. В пятом круге выбыл из турнира, проиграв Миклошу Сильваши, и остался на третьем месте. 
| Выступление на Олимпийских играх 1948 года | Выступление на Олимпийских играх 1948 года | Выступление на Олимпийских играх 1948 года | Выступление на Олимпийских играх 1948 года | Выступление на Олимпийских играх 1948 года | Выступление на Олимпийских играх 1948 года | Выступление на Олимпийских играх 1948 года |
| Круг                                       | Соперник                                   | Страна                                     | Результат                                  | Баллы                                      | Всего баллов                               | Время схватки                              |
| ------------------------------------------ | ------------------------------------------ | ------------------------------------------ | ------------------------------------------ | ------------------------------------------ | ------------------------------------------ | ------------------------------------------ |
| 1                                          | Кемаль Мухир                               | Египет                                     | Победа Туше                                | 0                                          | 0                                          | 8:14                                       |
| 2                                          | Йёста Андерссон                            | Швеция                                     | Поражение По очкам                         | 0-3 -3                                     | -3                                         |                                            |
| 3                                          | Бьёрн Кук                                  | Норвегия                                   | Победа По очкам                            | 3-0 -1                                     | -4                                         |                                            |
| 4                                          | Йозеф Шмидт                                | Австрия                                    | Победа Туше                                | 0                                          | -4                                         | 12:10                                      |
| 5                                          | Миклош Сильваши                            | Венгрия                                    | Поражение Туше                             | -3                                         | -7                                         | 8:36                                       |

Умер в США, в штате Коннектикут в 2010 году.